# 柄沢次郎
柄沢 次郎（からさわ じろう、1962年〈昭和37年〉9月17日 - ）は、東京都出身の日本の俳優。本名同じ。

## 来歴・人物
父親は駐日フィリピン大使館に勤務するフィリピン人、母親は日本人のハーフ。
1981年に映画『無力の王』の主役で俳優デビューする。同年に出演したドラマ『茜さんのお弁当』（TBS）では、弁当屋の従業員でバリバリのツッパリ役であった。
1984年から1985年にかけて深夜ドラマ『トライアングル・ブルー』（テレビ朝日）ではとんねるずや、可愛かずみ、川上麻衣子らと共演した。
近年は舞台やテレビドラマでのゲスト脇役をメインとして活動している。

## 出演

### テレビドラマ
- 茜さんのお弁当（1981年、TBS） - 立川信夫
- ひまわりの歌 第22話（1982年、TBS）
- 東芝日曜劇場 第1339回「つゆくさ・愛」（1982年8月22日、CBC） - 高弘
- 宇宙刑事シャリバン 第13話「強さは愛だ 英雄たちの旅立ち」（1983年、テレビ朝日） - KOジョー
- 月曜ワイド劇場「暴力少年　愛する息子よ、死んでくれ！」」（1983年4月25日、ABC） - 信仁
- 少年ドラマシリーズ「だから青春泣き虫甲子園」（1983年、NHK） - 藤尾慎吾
- 火曜サスペンス劇場（日本テレビ）
  - 「家族の選択 貴女の亭主を殺してあげる」（1983年11月8日） - 浅井隆夫
  - 「電話の向こうに誰がいる!?」（1990年）
  - 「わが町8 OLバラバラ殺人事件、孤独な現代人のSOSが聞こえる」（1997年4月1日） - 赤沢勉
- 月曜ドラマランド （フジテレビ)
  - 「あ! Myみかん」（1984年8月4日）
    - 「あ! Myみかん2」（1985年2月4日）

  - 「みゆき」（1986年8月4日） - 沢田優一
- 木曜ゴールデンドラマ「暴力中学・ある教師の詩」（1984年、読売テレビ）
- 私鉄沿線97分署（1984年 - 1985年、テレビ朝日） - 谷口夕介
- 深夜劇場（テレビ朝日）
  - 「六本木夜叉」（1984年）
  - 「六本木天使」（1984年） - 主演
  - 「かぼちゃ物語」（1984年）- 吉村潔（主演）
  - 「トライアングル・ブルー」（1984年 - 1986年） - 三好裕二
- 木曜ドラマストリート「殺人よ、こんにちは」（1985年、フジテレビ）
- 年末時代劇スペシャル（日本テレビ）
  - 「忠臣蔵」（1985年）
  - 「白虎隊」（1986年） - 山本三郎
- 愛の嵐（1986年、東海テレビ）
- 特捜最前線「殺人志願! 少女18才の熱い夏」（1986年、テレビ朝日） - 伊丹英治
- ママはアイドル 第6話「小さな恋のものがたり」（1987年5月19日、TBS） - 春日芳樹
- 土曜ワイド劇場（テレビ朝日）
  - 「牟田刑事官事件ファイル8」（1988年）
  - 「九州婚約旅行殺人事件」（1988年）
- 大都会25時（テレビ朝日）
- もっとあぶない刑事 第15話「不惑」（1989年、日本テレビ） - 今泉浩
- 世にも奇妙な物語「プレゼント」（1990年6月7日、フジテレビ）
- 不思議サスペンス「揺れるカーテン」（1991年、関西テレビ）
- 映画みたいな恋したい「ある日どこかで」（1991年5月4日、テレビ東京） - 主演
- 金曜ドラマシアター『特別企画 命のビザ』（1992年12月18日、フジテレビ） -小沼文彦
- 大岡越前 第14部 第11話「狐火の五千両」（1996年8月26日、TBS／C.A.L） - 伝八
- 南町奉行事件帖 怒れ!求馬シリーズ（TBS／C.A.L）
  - 第10話「お見合い誘拐事件」（1997年） - 篠塚陽次郎
  - 第2シリーズ 第14話「妹は可愛い小悪魔」（2000年） - 一色伸之介
  - 大江戸を駈ける! 第4話「師走の目撃者」（両国）（2000年） - 総次郎
- はるちゃん2（1998年、東海テレビ） - ヒデ
- 金田一耕助シリーズ「神隠し真珠郎」（2005年、TBS） - 鵜藤雄一
- 水戸黄門（TBS／C.A.L）
  - 第35部 第12話「初春!意地の味比べ・八代」（2006年） - 野沢欣四郎
  - 第36部 第15話「お娟が挑んだ女の決闘・徳山」（2006年） - 大河内半蔵
  - 第37部 第5話「陰謀砕いた美人姫・越後高田」（2007年） - 三輪英二郎
  - 第38部 第20話「温泉芸者が結ぶ仲・修善寺」（2008年） - 戸狩
  - 第43部 第14話「母ちゃん探して伊勢参り・伊勢」（2011年） - 岡部駿河守勝重
- 月曜ゴールデン 検事・沢木正夫2 公訴取消し（2006年6月26日、TBS） - 岩田清彦
- 相棒（テレビ朝日）
  - season 5 第9話「殺人ワインセラー」（2006年12月6日） - 石場大善
  - season 9 第3話「最後のアトリエ」（2010年11月10日） - 白藤譲
- お江戸吉原事件帖 第2話（2007年、テレビ東京） - 薬種問屋山城屋主人・与左衛門
- BS-TBSスペシャル時代劇「臥竜の天　伊達政宗・独眼竜と呼ばれた男」（2013年、BS-TBS） - 原田宗時

### 映画
- 無力の王（1981年、東映セントラルフィルム） - 原田周 ※主演
- 夏の秘密（1982年、松竹） - 宗方澄夫
- V.マドンナ大戦争（1985年、松竹富士・ジョイパックフィルム） - 風間直人
- まんだら屋の良太（1986年、ニューセレクト） - 徹
- ビー・バップ・ハイスクール 高校与太郎狂騒曲（1987年、東映） - 藤沢
- 待ち濡れた女（1987年、にっかつ） - 春生
- 童貞物語2 チェリーボーイズ（1988年、バンダイ） - 関谷
- ソウル・ミュージック ラバーズ・オンリー（1988年、プロモーティヴEye21） - 一郎
- Peach -どんなことしてほしいのぼくに-（1989年、アップリンク・エピック・ソニー）
- 修羅のみち3 広島・四国全面戦争（2002年、東映ビデオ）- 山鍋一家若頭 久松慎二
- 戦国自衛隊1549（2005年、角川映画） - 武将

### 舞台
- ミュージカル「タッチ」 - 新田明男
- 「愛の讃歌」〜エディット・ピアフ物語〜（美輪明宏版）